# Ariane Vuckovic
Ariane Vuckovic (* 1965 in Frankfurt am Main) ist eine vielfach ausgezeichnete deutsche Fernsehjournalistin und Korrespondentin.

## Leben
Sie legte 1984 an der St. Angela-Schule in Königstein im Taunus ihr Abitur ab. Anschließend nahm sie an der Ruprecht-Karls-Universität Heidelberg ein Studium der Germanistik sowie der Kunstgeschichte auf, das sie 1989 abschloss.
Bereits während der letzten zwei Jahre ihres Studiums war sie als freie Mitarbeiterin des Hessischen Rundfunks tätig; von 1990 bis 1991 volontierte sie bei Tele 5. Dort wurde sie in der Folge für ein Jahr fest angestellt und betreute als Redakteurin die Nachrichtensendung Fazit und das Ländermagazin Vor Ort in Deutschland. Darüber hinaus war sie auch für die Berichterstattung aus dem Studio Bonn zuständig. 1993 wechselte sie als Chefin vom Dienst und Nachrichtenredakteurin zu VOX, reiste als Korrespondentin für den Sender aber auch nach Kroatien und Bosnien und Herzegowina.
Seit Februar 1994 arbeitet Vuckovic für das ZDF. Zunächst war sie bis Februar 1999 Schlussredakteurin und Filmautorin des Frauenjournals ML Mona Lisa. In dieser Zeit lieferte sie zudem für die aktuellen Redaktionen (heute, heute journal, Mittagsmagazin, Morgenmagazin etc.) Berichterstattung aus dem Kroatien-, dem Bosnien- und dem Kosovokrieg. Außerdem produzierte sie die ZDF-Reportage „Die Kinder. Die Minen. Die Hoffnung.“ sowie für arte den Dokumentarfilm „Mostar – Brücken der Hoffnung“. Zwischen März 1999 und November 2000 war sie als Korrespondentin im Studio London tätig. Von Januar 2000 bis August 2007 gehörte sie zum Team des Magazins ZDF.reporter und berichtete unter anderem über die Auswirkungen Erdbebens im Indischen Ozean 2004 und über den Libanonkrieg 2006. Im September 2007 übernahm Vuckovic die Leitung des Studios Johannesburg. Im Laufe ihrer Karriere beim ZDF hat sie bereits Reportagen, Berichte und Nachrichten aus über 20 verschiedenen Ländern geliefert. Zum 1. Januar 2014 wechselte sie zurück in die Redaktion von ML „Mona Lisa“.

## Auszeichnungen
- 1995: Axel-Springer-Preis für den ML Mona Lisa-Beitrag „Das grausame Ritual – die Beschneidung von Mädchen in Äthiopien“
- 1995: Telestar-Förderpreis für die Arbeit als ZDF-Reporterin in Bosnien und Afrika für die Sendungen ML Mona Lisa, heute und heute journal
- 1998: Einladung zum Banff World Media Festival für den ML Mona Lisa-Beitrag „Das grausame Ritual – die Rückkehr“
- 1998: Einladung zum Festival de Télévision de Monte-Carlo für den ML Mona Lisa-Beitrag „Das grausame Ritual – die Rückkehr“
- 1999: Bundesverdienstkreuz für hervorragende journalistische Leistungen aus vielen Krisengebieten, zum Beispiel aus dem ehemaligen Jugoslawien
- 2002: Axel-Springer-Preis für ihren ZDF.reporter-Beitrag „Ich habe keine Angst – Kinder und die Intifada“